# Eugenia axillaris
Eugenia axillaris là một loài thực vật có hoa trong Họ Đào kim nương. Loài này được (Sw.) Willd. mô tả khoa học đầu tiên năm 1799.

## Hình ảnh

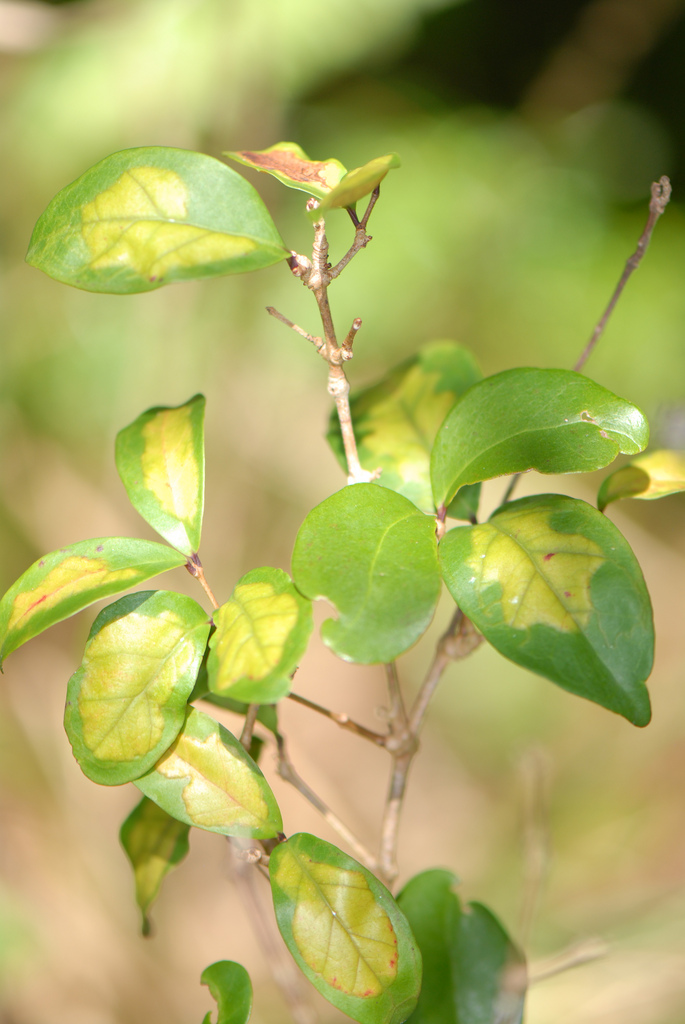
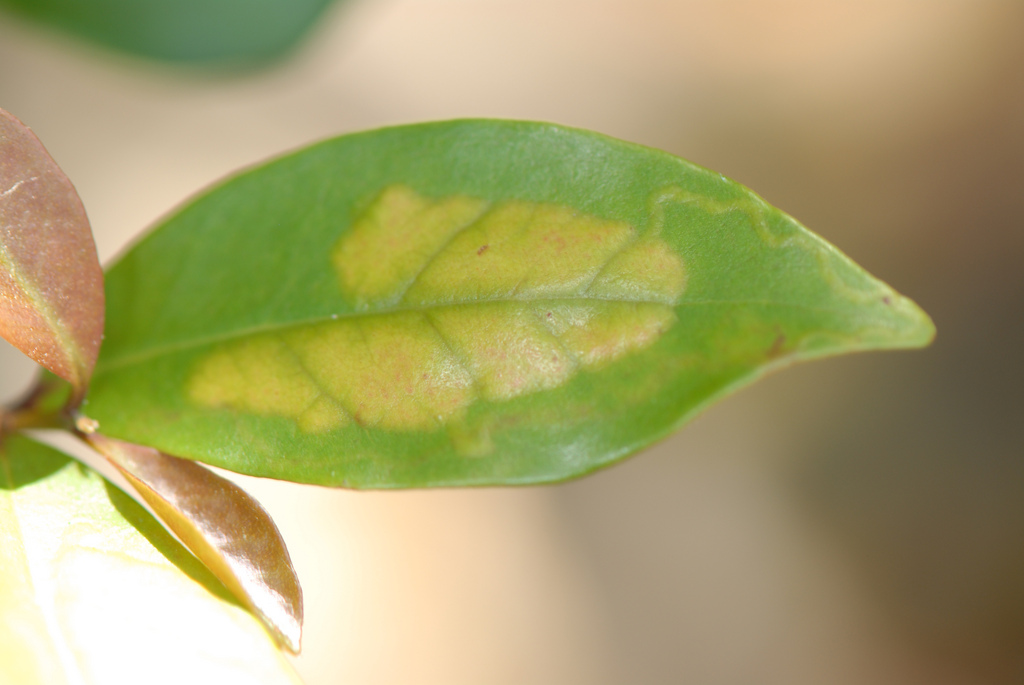
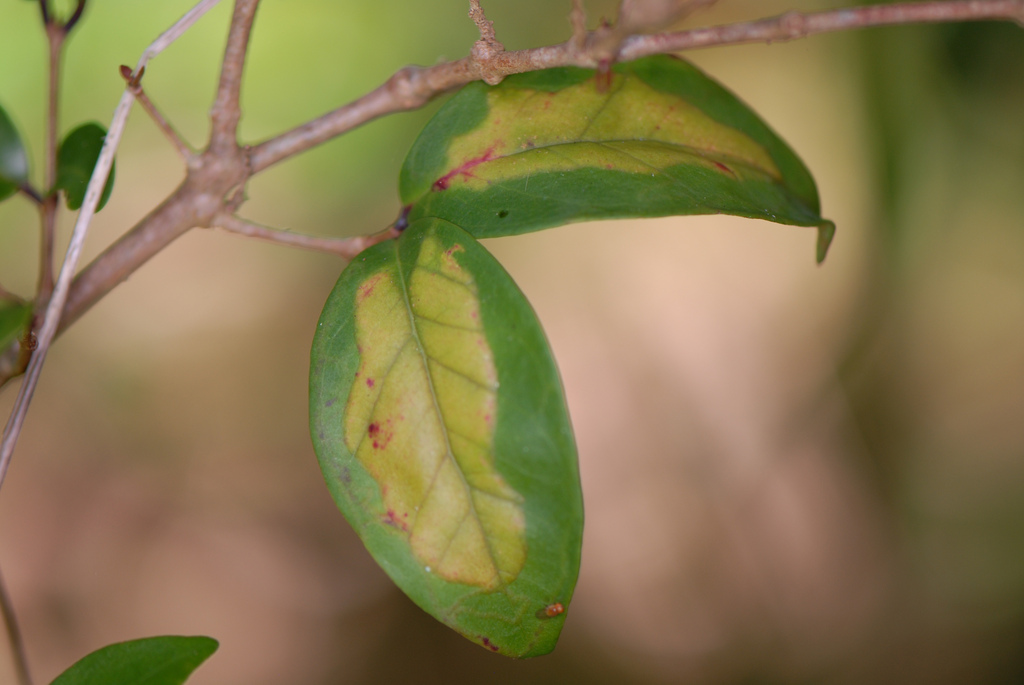
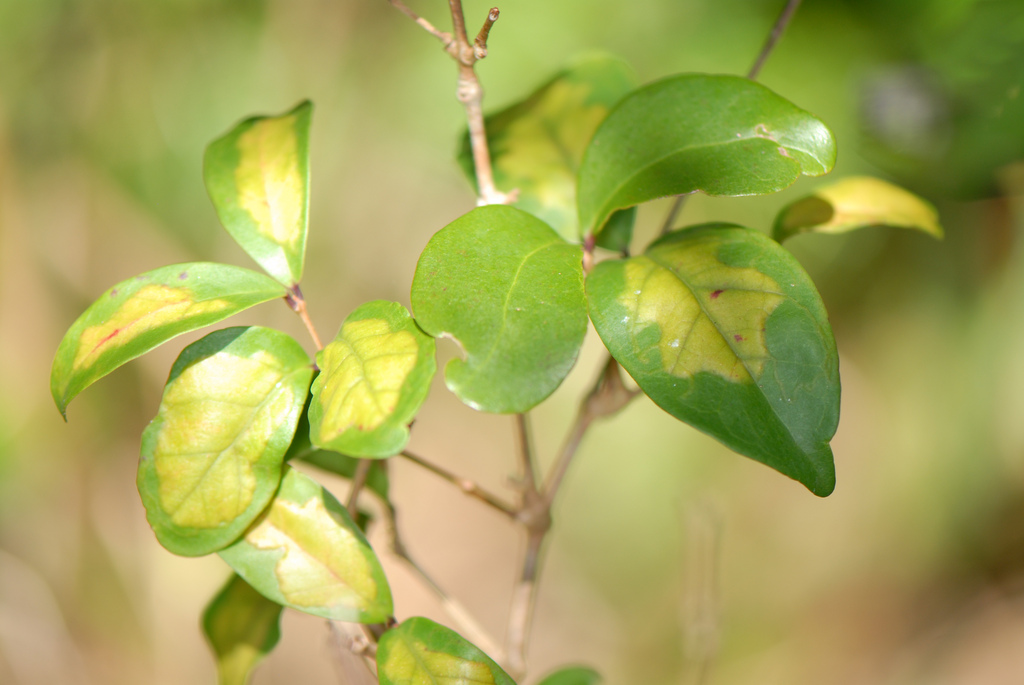